# 藤原兼輔

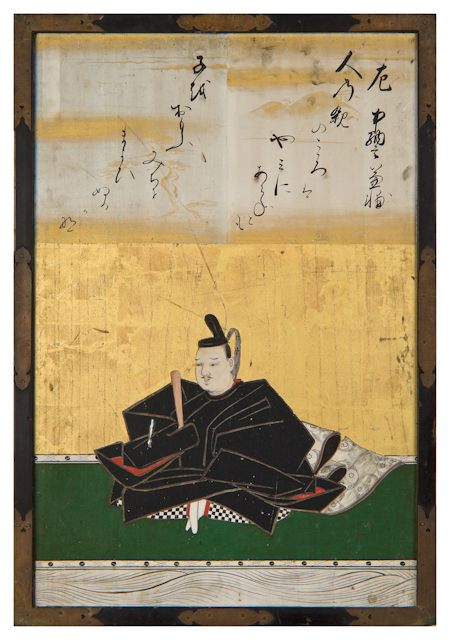
藤原兼輔（狩野尚信畫，《三十六歌仙額》中其一）

藤原兼輔（日语：／ Fujiwara no Kanesuke ?，877年—933年3月21日）是平安時代中期的公家和歌人。藤原北家，右中将藤原利基第六子。官位是從三位中纳言。因為在賀茂川的堤上有住宅，所以又被稱作堤中納言。是三十六歌仙中的一位，小倉百人一首中的中納言兼輔。

## 經歷
因是醍醐天皇的外戚，藤原兼輔從皇太子時期做官，寬平9年（897年）醍醐天皇即位後被允許昇殿。
承平3年2月18日薨，終年57歲，最終官位是權中納言從三位行右衛門督。

## 作品
藤原兼輔擅長和歌管弦。是從兄弟，也是妻子的父親的三条右大臣藤原定方和他都是當時歌壇的中心人物，紀貫之、凡河内躬恒等許多歌人都是他宅邸的賓客。他的歌在古今和歌集中收錄4首，總共有56首入選敕撰和歌集中。家集有《兼輔集》。兼輔著名的歌有：
——中納言兼輔，『新古今和歌集』恋・996、小倉百人一首・27番

### 書目
- 黑板勝美（日语：黒板勝美）、 国史大系編修会 (编). .  第53卷 新訂增補. 東京: 吉川弘文館. 2000. ISBN 4642003568 （日语）.
- 黑板勝美（日语：黒板勝美）、 国史大系編修会 (编). .  第59卷. 東京: 吉川弘文館. 2001. ISBN 4642003630 （日语）.